# Christian Reitz
Christian Reitz (Löbau, 29 aprile 1987) è un tiratore a segno tedesco, vincitore della medaglia di bronzo nella pistola 25 metri automatica alle Olimpiadi di Pechino 2008 e della medaglia d'oro a Rio de Janeiro 2016.

## Palmarès
- Giochi olimpici

Pechino 2008: bronzo nella pistola 25 metri automatica.
Rio de Janeiro 2016: oro nella pistola 25 metri automatica.
- Giochi europei

Baku 2015: oro nella pistola 25 metri e nella gara mista della pistola ad aria compressa 10 metri.
- Campionati europei

Osijek 2013: oro nella pistola automatica a squadre, argento nella pistola a percussione centrale, bronzo nella pistola automatica